# Ronde van Vlaanderen 2003
De wielerklassieker Ronde van Vlaanderen 2003 werd gereden op 6 april 2003.

## Wedstrijdverloop
Er waren tijdens deze editie vier vroege vluchters. Thomas Liese, Michael Rich, Jacky Durand en Vincent van der Kooij werden op 60 kilometer voor de finish ingehaald door acht Italianen (Fabio Sacchi, Giovanni Lombardi, Luca Paolini, Paolo Bettini, Marco Serpellini, Gabriele Balducci, Enrico Cassani en Roberto Petito). Met nog dertig kilometer te gaan werd de hele groep bijgehaald door het peloton. De beslissing viel uiteindelijk op de Tenbosse helling, waar Peter Van Petegem achter Johan Museeuw aanging. Museeuw kwam kracht te kort en kon al snel niet meer volgen, maar er sloot wel een aantal andere renners aan. Met een kopgroep van elf (Van Petegem, Nico Mattan, Frédéric Guesdon, Frank Vandenbroucke, Dave Bruylandts, Michael Boogerd, Stuart O'Grady, Vjatsjeslav Jekimov, Sergej Ivanov, Fabio Baldato en Mirko Celestino) kon de finale beginnen. Op de Muur van Geraardsbergen kwamen Van Petegem en Vandenbroucke samen op kop te rijden. De twee Belgen reden samen naar de streep, waar Van Petegem de sprint won van zijn landgenoot. O'Grady werd derde en Michael Boogerd was de beste Nederlander op de negende plaats.

## Hellingen
| - Nokereberg - Molenberg - Wolvenberg - Kluisberg - Knokteberg - Oude Kwaremont - Paterberg | - Koppenberg - Steenbeekdries - Taaienberg - Ladeuze - Boigneberg - Het Foreest - Steenberg | - Leberg - Berendries - Tenbosse - Muur-Kapelmuur - Bosberg |

## Uitslag
| rang | renner              | land      | ploeg              | tijd       |
| ---- | ------------------- | --------- | ------------------ | ---------- |
| 1    | Peter Van Petegem   | België    | Lotto-Domo         | 6u 18' 48" |
| 2    | Frank Vandenbroucke | België    | Quickstep          | op 2"      |
| 3    | Stuart O'Grady      | Australië | Crédit Agricole    | op 19"     |
| 4    | Fabio Baldato       | Italië    | Alessio            | z.t.       |
| 5    | Nico Mattan         | België    | Cofidis            | z.t.       |
| 6    | Frédéric Guesdon    | Frankrijk | Française des Jeux | z.t.       |
| 7    | Sergej Ivanov       | Rusland   | Fassa Bortolo      | z.t.       |
| 8    | Vjatsjeslav Jekimov | Rusland   | US Postal          | z.t.       |
| 9    | Michael Boogerd     | Nederland | Rabobank           | z.t.       |
| 10   | Dave Bruylandts     | België    | Chocolade Jacques  | z.t.       |

## Ploegenklassement
| Rang | Ploeg              | Land      | Punten |
| ---- | ------------------ | --------- | ------ |
| 1    | Saeco              | Italië    | 12     |
| 2    | Fassa Bortolo      | Italië    | 9      |
| 3    | Alessio            | Italië    | 8      |
| 4    | Chocolade Jacques  | België    | 7      |
| 5    | Quickstep          | België    | 6      |
| 6    | Française des Jeux | Frankrijk | 5      |
| 7    | Vini Caldirola     | Italië    | 4      |
| 8    | Rabobank           | Nederland | 3      |
| 9    | Cofidis            | Frankrijk | 2      |
| 10   | Lampre             | Italië    | 1      |

1913 · 
1914 · 
1915 · 
1916 · 
1917 · 
1918 · 
1919 · 
1920 · 
1921 · 
1922 · 
1923 · 
1924 · 
1925 · 
1926 · 
1927 · 
1928 · 
1929 · 
1930 · 
1931 · 
1932 · 
1933 · 
1934 · 
1935 · 
1936 · 
1937 · 
1938 · 
1939 · 
1940 · 
1941 · 
1942 · 
1943 · 
1944 · 
1945 · 
1946 · 
1947 · 
1948 · 
1949 · 
1950 · 
1951 · 
1952 · 
1953 · 
1954 · 
1955 · 
1956 · 
1957 · 
1958 · 
1959 · 
1960 · 
1961 · 
1962 · 
1963 · 
1964 · 
1965 · 
1966 · 
1967 · 
1968 · 
1969 · 
1970 · 
1971 · 
1972 · 
1973 · 
1974 · 
1975 · 
1976 · 
1977 · 
1978 · 
1979 · 
1980 · 
1981 · 
1982 · 
1983 · 
1984 · 
1985 · 
1986 · 
1987 · 
1988 · 
1989 · 
1990 · 
1991 · 
1992 · 
1993 · 
1994 · 
1995 · 
1996 · 
1997 · 
1998 · 
1999 · 
2000 · 
2001 · 
2002 · 
2003 · 
2004 · 
2005 · 
2006 · 
2007 · 
2008 · 
2009 · 
2010 · 
2011 · 
2012 · 
2013 · 
2014 · 
2015 · 
2016 · 
2017 · 
2018 · 
2019 · 
2020 · 
2021 · 
2022 · 
2023 · 
2024
Lijst van beklimmingen